# Parlamento Sul-Americano
O Parlamento Sul-Americano é um órgão da União de Nações Sul-Americanas (Unasul). O Tratado Constitutivo da Unasul lista o Parlamento com os outros órgãos, mas não cita detalhes sobre o mesmo. O Artigo 17 confirma que o Parlamento será localizado em Cochabamba, Bolívia mas que a sua criação será definida em outro protocolo. Um artigo transitório demonstra como este protocolo deve ser criado; os Estados Membros formarão uma "Comissão Especial" composta por Membros de Parlamentos nacionais e regionais que iriam, ao se reunir em Cochabamba, apresentar o protocolo na quarta Cúpula de Chefes de Estado da Unasul. Este protocolo irá definir o funcionamento e composição do Parlamento Sul-Americano.